# Аналіз відповідності особі
Ана́ліз відпові́дності осо́бі (англ. person-fit analysis) — це техніка для визначення, чи є результати особи в певному тесті валідними, тобто чи є вони результатом вимірюваної риси, а не зовнішнього чинника, як-от списування, засинання під час тесту чи інших обставин.
Вектор оцінок завдань (англ. item-score vector) — це список «оцінок», які особа отримує за завдання тесту, де «1» означає правильну відповідь, а «0» — неправильну. Наприклад, якщо особа виконала тест із десяти завдань і правильно відповіла лише на перші п'ять, то вектор буде {1, 1, 1, 1, 1, 0, 0, 0, 0, 0}. Цей аналіз може визначати, наскільки ймовірним є вектор оцінок завдань порівняно з гіпотетичною моделлю теорії тестування, як-от теорія відгуку завдання, або порівняно з більшістю векторів оцінок завдань у вибірці.
У процесах ухвалення індивідуальних рішень у таких галузях, як освіта, психологія та підбір персоналу, важливо, щоби користувачі тестів були впевнені у валідності використаних тестових оцінок. Валідність індивідуальних тестових оцінок може бути під загрозою, якщо відповіді іспитника визначаються чинниками, відмінними від вимірюваної психологічної риси — від таких незначних, як засинання іспитника, до цілеспрямованих спроб обману. Методи аналізу відповідності особі використовують для виявляння векторів оцінок завдань, де такі зовнішні чинники можуть бути релевантними, і, як наслідок, для індикації невалідного вимірювання.
На жаль, статистика відповідності особі може лише вказувати, чи є набір відповідей імовірно валідним чи ні, але нічого не доводить. Результати цього аналізу можуть виглядати так, ніби тестований списував, але можливості довести це шляхом повернення до моменту проведення тесту немає. Це обмежує його практичну застосовність на індивідуальному рівні. Проте він може бути корисним у ширшому масштабі; якщо більшість тестованих у певному тестовому центрі або з певним наглядачем мають малоймовірні відповіді, може бути виправданим проведення розслідування.